# Gregory James (piłkarz)
Gregory James (ur. 9 września 1984) – piłkarz z Brytyjskich Wysp Dziewiczych, piłkarz grający na pozycji obrońca, reprezentant Brytyjskich Wysp Dziewiczych, grający w reprezentacji od 2010 do 2011 roku.

## Kariera klubowa
James rozpoczął karierę klubową w 2003 roku w rodzimym klubie Valencia, w którym grał przez jeden sezon. W latach 2005–2009 był bez przynależności klubowej, natomiast od 2010 roku gra w klubie HBA Panthers.

## Kariera reprezentacyjna
James rozegrał w reprezentacji cztery oficjalne spotkania, w tym dwa podczas eliminacji do MŚ 2014. Jego drużyna nie zakwalifikowała się na mundial. 

## Mecze w reprezentacji
| Lp. | Data                 | Miejsce          | Sędzia główny    | Gospodarz                            | vs | Gość                                 | Wynik | Uwagi                |
| --- | -------------------- | ---------------- | ---------------- | ------------------------------------ | -- | ------------------------------------ | ----- | -------------------- |
| 1.  | 14 października 2010 | San Cristóbal    | Jesús Lebron     | Dominikana                           | –  | Brytyjskie Wyspy Dziewicze           | 17:0  | Puchar Karaibów 2010 |
| 2.  | 15 października 2010 | San Cristóbal    | Javier Santos    | Dominika                             | –  | Brytyjskie Wyspy Dziewicze           | 10:0  | Puchar Karaibów 2010 |
| 3.  | 3 lipca 2011         | Charlotte Amalie | Mauricio Navarro | Wyspy Dziewicze Stanów Zjednoczonych | –  | Brytyjskie Wyspy Dziewicze           | 2:0   | el. do MŚ 2014       |
| 4.  | 10 lipca 2011        | Road Town        | Kevin Morrison   | Brytyjskie Wyspy Dziewicze           | –  | Wyspy Dziewicze Stanów Zjednoczonych | 1:2   | el. do MŚ 2014       |